# Opalia calyx
Opalia calyx is een slakkensoort uit de familie van de Epitoniidae. De wetenschappelijke naam van de soort is voor het eerst geldig gepubliceerd in 2012 door Nakayama.